# 에크랭 국립공원

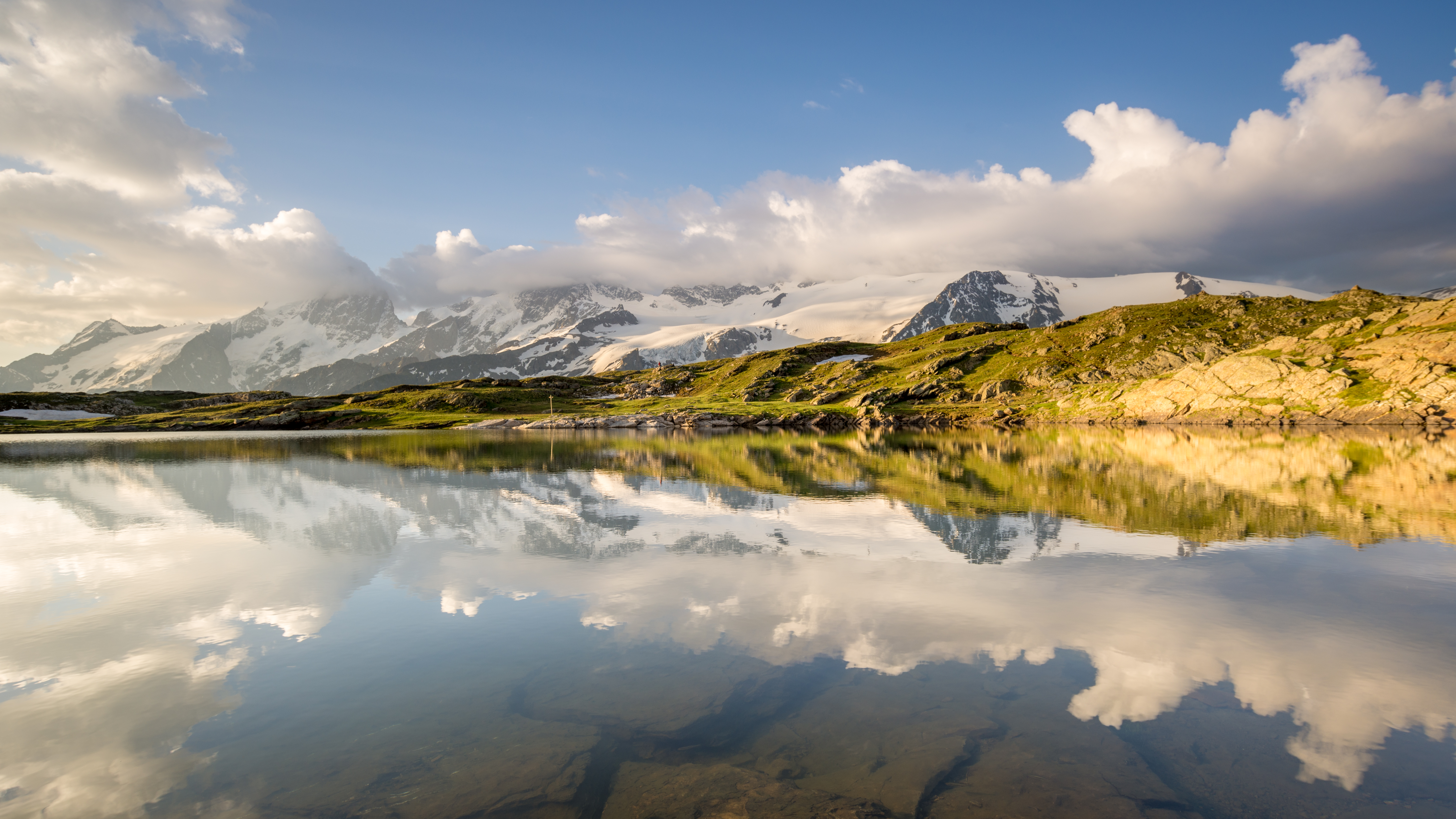
에크랭 국립공원

에크랭 국립공원(Écrins National Park, 프랑스어: parc national des Écrins, 발음: [paʁk nɑsjɔnal dez‿ekʁɛ̃], 오크어: parc Nacional dels Escrinhs)은 프랑스 남동부 그르노블 남부와 가프 북쪽의 도피네 알프스에 위치한 프랑스 국립공원이다. 이제르주와 오트잘프주 사이 지역을 공유한다. 이 공원은 프랑스 국립공원으로 지정된 프랑스 8개 지역 중 하나이다.

## 지리
바레 데 에크랭(Barre des Écrins)에서 최대 4,102m(13,458ft)까지 솟아 있으며 높은 산봉우리, 빙하 지대, 빙하 계곡, 고산 목초지, 아고산 삼림 지대 및 호수가 있는 925km2(357평방 마일)의 고산 지역을 덮고 있다. 매년 최대 800,000명의 관광객, 특히 등산객과 등산가를 끌어 모으고 있다. 이 공원은 유럽 보호 지역 디플로마(European Diploma of Protection Area)를 받았다.